# Plaza de Isabel la Católica (Granada)
La plaza de Isabel la Católica es un espacio urbano ubicado en el casco histórico de la ciudad española de Granada, justo al comienzo de la Gran Vía de Colón, en la intersección con la calle Reyes Católicos. A ella desembocan la calle Pavaneras y la plaza de las Descalzas y Plaza del Poeta Rosales. Popularmente se conoce como Colón.

## Historia
Datada esta plaza en el año 1962, fue construida en tiempos del alcalde Manuel Sola Rodríguez-Bolívar para aumentar la permeabilidad circulatoria de la Gran Vía y el barrio de San Matías. La obra de esta explanada, supuso el derribo del teatro Gran Capitán, el palacio de los Luque y del antiguo edificio de Correos. Asimismo, fueron demolidas algunas de las casas que el hijo de Álvaro de Bazán había encargado al escultor genovés Nicolao de Corte, tras la destrucción del convento dominico de Sancti Spiritus, datado del año 1520, y en cuya capilla estuvo enterrada la familia de los Bazanes.
A principios de los años 1960, fue traída desde el Paseo del Salón la escultura en bronce de Isabel la Católica y Cristóbal Colón, obra del escultor Mariano Benlliure. El conjunto escultórico, realizado en Roma en 1892, representa a la reina castellana aceptando las proposiciones del navegante durante las Capitulaciones de Santa Fe, firmadas en 1492.
Al fondo de la plaza construyeron posteriormente, el enorme edificio de espejos del banco de Santander. Este bloque rompe claramente la estética historicista, ecléctica y seudomodernista que impera en los edificios de la Gran Vía.